# Donald Hardman
Sir James Donald Innes Hardman (21 de Dezembro de 1899 – 2 de Março de 1982) foi um oficial da Real Força Aérea. Começou a sua carreira militar como piloto de caças na Primeira Guerra Mundial, conseguindo obter nove vitórias aéreas, tornando-se um às da aviação. Durante a Segunda Guerra Mundial, assumiu diversas funções de comando e chefia. Foi também Chefe do Estado-maior da Real Força Aérea Australiana de 1952 até 1954, e mais tarde serviu como membro do Conselho Aéreo Britânico. Reformou-se em 1958.